# Tha Blue Carpet Treatment
Tha Blue Carpet Treatment osmi je studijski album američkog repera Snoop Dogga. Objavljen je 21. studenog 2006. godine. Album je na Billboardu debitirao na petom mjestu.

## Popis pjesama
| #  | Naziv                                                                       | Producent(i)                | Trajanje |
| -- | --------------------------------------------------------------------------- | --------------------------- | -------- |
| 1  | "Intrology" (s George Clinton)                                              | Battlecat                   | 1:59     |
| 2  | "Think About It"                                                            | Frequency                   | 3:37     |
| 3  | "Crazy" (s Nate Dogg)                                                       | Fredwreck                   | 4:26     |
| 4  | "Vato" (s B-Real)                                                           | The Neptunes                | 4:44     |
| 5  | "That's That Shit" (s R. Kelly)                                             | Nottz, Dr. Dre              | 4:17     |
| 6  | "Candy (Drippin' Like Water)" (s E-40, MC Eiht, Goldie Loc, Tha Dogg Pound) | Rick Rock                   | 4:48     |
| 7  | "Get a Light" (s Damian Marley)                                             | Timbaland, Nisan Stewart    | 3:41     |
| 8  | "Gangbangn 101" (s The Game)                                                | Terrace Martin              | 4:01     |
| 9  | "Boss' Life" (s Akon)                                                       | Dr. Dre                     | 3:22     |
| 10 | "LAX" (s Ice Cube)                                                          | Battlecat                   | 3:21     |
| 11 | "10 Lil' Crips"                                                             | The Neptunes                | 3:15     |
| 12 | "'Round Here"                                                               | Dr. Dre                     | 3:42     |
| 13 | "A Bitch I Knew" (s Traci Nelson)                                           | Rhythum D, Battlecat        | 4:32     |
| 14 | "Like This" (s Western Union, LaToiya Williams, Raul Midón)                 | Soopafly                    | 3:56     |
| 15 | "Which One of You" (s Nine Inch Dix)                                        | 1500 or Nothin', Soopafly   | 3:32     |
| 16 | "I Wanna Fuck You" (s Akon)                                                 | Akon                        | 2:59     |
| 17 | "Psst!" (s Jamie Foxx)                                                      | N8, Brainz                  | 2:59     |
| 18 | "Beat Up on Yo Pads"                                                        | Mr. Porter, DJ DDT-Da Busta | 2:57     |
| 19 | "Don't Stop" (s The Warzone, Kurupt)                                        | THX, Chris Goodman          | 3:22     |
| 20 | "Imagine" (s Dr. Dre, D'Angelo)                                             | Dr. Dre, Mark Batson        | 4:42     |
| 21 | "Conversations" (s Stevie Wonder)                                           | DJ Pooh, Stevie Wonder      | 3:38     |
| *  | "My People"                                                                 | Battlecat                   | 5:40     |
| *  | "Real Talk (R.I.P. Tookie)"                                                 | L.T. Hutton                 | 4:17     |

## Uzorci
Intrology
- "Dirt Off Your Shoulder" od Jay Zija

Think About It
- "I Need You" od The Impressionsa

Crazy
- "She's Strange" od Cameoa

That's That Shit
- "The Bath" od Nile Rodgersa

Candy (Drippin' Like Water)
- "9th Wonder (Blackploitism)" od Digable Planetsa
- "Candy" od Cameoa

Boss' Life
- "If Tomorrow Never Comes" od The Controllersa
- "Everybody Rise" od Busta Rhymesa

L.A.X.
- "Going Back to Cali" od The Notorious B.I.G.a
- "More Bounce to the Ounce" od Zappa

'Round Here
- "Thank You" od Dido

Like This
- "Coffy Sauna" od Roy Ayersa

Conversations
- "Have a Talk with God" od Stevie Wondera

## Neobjavljene pjesme
- "Go Girl" (s T-Pain i Ciara)
- "So Special" (s Pharrell i Brandy)
- "Wannabes" (s Young Jeezy i Nate Dogg)
- "Look Around"
- "Smokin' Smokin' Weed" (s Ray J, Shorty Mack, Slim Thug i Nate Dogg)
- "Put this Thang on You" (s Ne-Yo)
- "Got My Own" (s Swizz Beatz)
- "Like An Eagle" (s The Game)
- "Life" (s The Emotions)
- "bezimena"(s Rick Ross)

## Spotovi
- "Real Talk" [Bonus pjesma]
- "Vato" (s B-Real)
- "Vato" (s B-Real) [Animirano]
- "That's That Shit" (s R. Kelly)
- "I Wanna Love You" (s Akon)
- "Candy (Drippin' Like Water)" (s E-40, Goldie Loc, MC Eiht & Tha Dogg Pound)
- "Boss' Life" (s Nate Dogg)
- "Gangbang 101" (s The Game) [Animirano]